# La Raya (Murcia)
La Raya es una pedanía perteneciente al municipio de Murcia, en la Región de Murcia (España). 
Cuenta con una población de 2.290 habitantes (INE 2024) y una extensión aproximada de 2,901 km². Se encuentra en el sector central de la huerta de Murcia, en el margen derecho del río Segura, a 4 km del centro de la ciudad de Murcia y se sitúa a una altitud media de 55 metros sobre el nivel del mar.

## Geografía
Limita con:
- Al norte: La Ñora y Rincón de Beniscornia, separadas por el río Segura.
- Al este: Rincón de Seca.
- Al oeste: Puebla de Soto.
- Al sur: Nonduermas.

El pueblo se halla repartido entre un núcleo urbano central y varios barrios y caseríos diseminados entre huertos y bancales. Destacan entre los barrios: Los Caseros, Los Seanos, Los Sacristanes, Los Remendaos, Los Pajareros y Los Cerriches por el sur; el barrio de Los Terueles, Los Comunes y Los Aristones por el este; La Generala, El Gilandario, El Relenco, el Caserío de Los Pintaos y la Voz Negra por el oeste; y El Palomar-Camino del Cementerio, Los Pujantes, el Puente del Remolino, el Molino del Batán y el Caserío de Ruíz López por el norte.

## Historia
Orígenes y fundación
El pueblo fue fundado como lugar en 1545 con el nombre de La Raya de Santiago por el Caballero de la Orden de Santiago y Regidor de Murcia, D. Rodrigo de Puxmarín y Soto y su mujer, Dña. Catalina de Guzmán. El hecho se produjo tras la riada de San Lucas en el año 1545 que anegó la vecina población de Puebla de Soto. Apelativo el de Santiago que muy pronto entró en desuso.
Robert Pocklington afirma que, aunque no aparece en ningún documento del siglo XIII, el topónimo murciano "La Raya" debe proceder del árabe al-Raçiyya que con el paso del tiempo se convertiría en Arraía y de ahí pasa a La Raya. Será a mediados del siglo XIV cuando en diversos documentos se identifique con el nombre de La Raya a la acequia que, en épocas posteriores, también se denominará como de Alfox o Puxmarina.
De acuerdo con la información aportada por Merino Álvarez, a mediados del siglo XV el señorío de Puebla de Soto fue heredado por los hermanos don Rodrigo de Puxmarín y Soto y doña Catalina de Puxmarín. En 1545 tuvo lugar un devastador desbordamiento del río Segura, conocido, según el cronista J. J. Franco, como la riada de San Lucas, que obligó a los hermanos a dividir la heredad, trasladándose don Rodrigo con parte de los colonos del señorío de Puebla de Soto a las tierras que le correspondieron y que se ubicaban en un paraje situado entre La Ñora y Nonduermas, a las que unió otras tierras que ya eran de su propiedad, fundando un nuevo señorío que será conocido como La Raya, según se menciona en la Carta Puebla de 1548. A partir de este momento el nuevo enclave inició un proceso de crecimiento económico y poblacional que se reflejará en los 103 vecinos que pasó a tener en 1587.
Edad Moderna
La Raya mantendrá su auge a lo largo del siglo XVII, tal como reflejan los datos recogidos en la "Relación de los Moriscos y Mudéjares del Reino de Murcia" que ordenó realizar don Luis Fajardo en el año 1610, en la que se especifica la existencia en el pago de La Raya de 43 casas y 147 personas. Incluso la creciente importancia del lugar no se verá frenada como consecuencia de los enormes daños producidos por otra riada, la riada de San Calixto, que tuvo lugar el 14 de octubre de 1651, ya que en el año 1675 La Raya es declarada como un lugar importante por Rodrigo Méndez Silva, al hacer la descripción del Reino de Murcia.
En el año 1713 se clasifica a La Raya como un Lugar de Realengo con alcalde pedáneo, siendo propietaria del mayorazgo, en este primer tercio del siglo XVIII, doña Josefa de Puxmarín, condesa de Montealegre, cifrándose su población en 200 vecinos y contando con iglesia parroquial, de la que era aneja la iglesia de Puebla de Soto y la del Palomar (estarán anexas hasta el último tercio del XIX).
Edad Contemporánea
Con la llegada del siglo XIX las nuevas ideas liberales reflejadas en la Constitución de 1812 y los nuevos planteamientos de organización territorial verán su aplicación práctica durante el Trienio Liberal (1820 - 1823), constituyéndose un nuevo municipio denominado La Raya y Puebla. Su deslinde con respecto a los Ayuntamientos colindantes tuvo lugar el 15 de diciembre de 1821. Sin embargo, esta situación de independencia no se mantuvo mucho tiempo, dadas las dificultades económicas que tenía el nuevo Ayuntamiento y que imposibilitaban su subsistencia, pasando a depender nuevamente del Ayuntamiento de Murcia en junio de 1847, tras una Asamblea de vecinos que así lo decidió por mayoría.
En este periodo, y de la información que facilita Pascual Madoz, tenemos constancia de que la pedanía contaba con 80 casas y varias barracas diseminadas, así como con una iglesia parroquial, cuya titular era Ntra. Sra. de la Asunción, y de la que seguía dependiendo la iglesia de Puebla de Soto. Así mismo, el citado autor afirma que su población se cifraba en 163 vecinos, lo que venían a significar unas 804 personas, produciéndose en sus 817 tahullas cultivables maíz, trigo, hortalizas y legumbres, destacando por su importancia la producción de seda y una singular industria dedicada a la fabricación de escobas de palma, que en su mayor parte eran enviadas a Madrid, y que se mantuvo hasta la década de 1980. No obstante aún hoy día subsiste, como reminiscencias de aquel pasado artesano, alguna pequeña industria familiar para la elaboración de escobas y cañizos.
Siglo XX y en la actualidad
Durante el siglo XX, especialmente en la década de los 60, se detecta un importante descenso de población que se refleja en la comparación de los 3.137 habitantes de 1961 y los 2.483 de 1969.
En 1970 se produce una brusca disminución en las cifras de población, que descienden hasta los 1.697 habitantes, siendo las causas los movimientos migratorios y la absorción de mucha mano de obra juvenil para la industria y servicios nacionales (Correos, Policía Nacional, Telefónica y compañías anexas, etc.), así como la emigración al extranjero, aunque en menor medida. Además, los matrimonios jóvenes buscaron vivienda fuera de los límites de pueblo, dado su escaso crecimiento urbanístico. Familias enteras de 8 o 10 miembros abandonaron el pueblo paulatinamente, llegando a contabilizarse casi un 45% de viviendas deshabitadas en el casco histórico en la década de 1990.
A partir de este momento se inicia un crecimiento demográfico que se mantiene a lo largo de la década, para estabilizarse hacia 1985 en torno a los 2200 habitantes. La mayor parte de su población se concentra en el núcleo de La Raya, repartiéndose el resto, principalmente, entre los barrios de Los Caseros, Los Seanos, La Generala y Los Pujantes, así como en los demás barrios y caseríos.
El sector de actividad que mayor población trabajadora ocupa es el de los servicios, seguido por la industria manufacturera y la construcción. La agricultura ha perdido la importancia que tradicionalmente mantuvo en la zona, manteniéndose como espacios de recreo. No obstante, su paisaje agrario se caracteriza por los cultivos asociados: limonero, naranjo, melocotonero y ciruelo, así como con otros árboles frutales y el cultivo de hortalizas (lechuga, tomate, judía verde o bajoca y haba verde) centradas en las tierras más cercanas a los márgenes del río, que no son aptas para los cultivos arbóreos. Con respecto a la ganadería, destaca el sector porcino, siendo explotaciones escasas y de carácter familiar.

## Símbolos
Además de los símbolos que identifican La Raya como pedanía del municipio de Murcia, se han diseñado otros símbolos propios para la localidad.

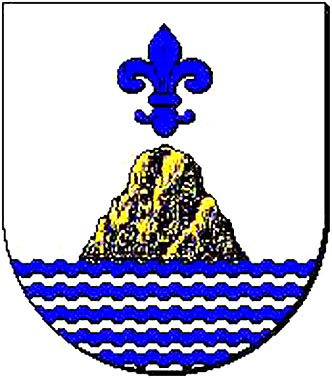
Escudo de La Raya.

## Fiestas religiosas
- Semana Santa: La Bendición.

La Semana Santa en La Raya transcurre desde el Domingo de Ramos hasta el Domingo de Resurrección. De entre todos los actos que en esta semana se celebran destaca el Acto de Bendición de Ntro. Padre Jesús Nazareno, que se lleva a cabo durante la procesión de Jueves Santo, en la que desfilan tallas del siglo XVIII.
Ntro. Padre Jesús Nazareno (Titular de la cofradía) es una imagen articulada del siglo XVII y atribuida por muchos (no expertos) a Nicolás Salzillo por su estilo napolitano. Esta imagen mueve su brazo derecho gracias a su mecanismo interno e imparte la bendición moviendo la mano en forma de cruz tres veces al llegar el desfile procesional al cementerio del pueblo (1 km aprox.). El desfile queda en un silencio que rompe el toque de silencio de una corneta instantes antes del comienzo del acto y en la oscuridad. Una vez finalizado la multitud suele aplaudir. El acto se repite de nuevo al regresar la procesión a la plaza de la iglesia, ya que el antiguo cementerio parroquial se encontraba junto a la iglesia desde su fundación.
- Fiestas Patronales: La Coronación.

Las Fiestas Patronales en honor de Ntra. Sra. de la Encarnación se celebran durante la primera quincena de agosto y, sin duda alguna, su acto más importante es la Coronación de Ntra. Sra. de la Encarnación, obra del escultor barroco Roque López, el 15 de agosto.
La representación se remonta a principios de la década de 1940, cuando un vecino de La Raya presenció el Misterio de Elche y decidió recrearlo en su pueblo. Se creó un templete en madera, artísticamente decorado, formado por una cúpula que descansaba sobre ocho columnas de madera. Desde la cúpula descendería una niña vestida de ángel que coronaría a la imagen. Posteriormente se modificó el templete hasta llegar al actual, en que las columnas y la estructura son de hierro, con una caída aproximada de 10 metros.
Año tras año una niña es elegida como Ángel Coronador. La noche de cada 15 de agosto la imagen de la Virgen de la Encarnación y su ángel salen portados en un trono a hombros de la iglesia parroquial y realizan un recorrido procesional por el primitivo casco urbano del pueblo. El trono vuelve a la plaza de la iglesia y se coloca bajo la cúpula. El Ángel Coronador asciende a lo alto por una escalera de caracol situada en una de las columnas de hierro. El acto comienza con la plaza sumida en una profunda oscuridad, seguida por unos efectos de luz y sonido. Después se escucha una grabación donde se repiten las palabras del ángel Gabriel anunciando a María la llegada del Mesías en su hijo (tradicionalmente escogidas según la tradición católica del Nuevo Testamento de la Biblía). Al acabar la Anunciación, los pies de la niña rompen el fino papel que tapa el agujero en la parte alta de la cúpula y desciende lentamente bajo una lluvia de pétalos de flores y papelillos de colores. Mientras tanto, se activa un castillo o salve de fuegos artificiales que puede verse desde cualquier lugar del pueblo. Una vez la niña posa sus pies sobre el trono, corona a la imagen de la Virgen, la besa y la abraza. Después de escuchar una grabación del Hallelujah del Messiah de G. F. Händel, el trono es portado nuevamente a hombros, con la niña aún en él, hacia el interior de la iglesia bajo los sones del Himno Nacional de España.
Al día siguiente, varias niñas son probadas como posibles candidatas a Ángel Coronador con la ilusión de ser elegidas para coronar el año siguiente la imagen de la Virgen.
Antes de la creación de este acto, la imagen de la Virgen de la Encarnación era coronada simbólicamente por una niña que era elevada y situada sobre el trono para colocar la corona sobre la cabeza de la imagen.
- Actos religiosos

Dentro de los actos religiosos, no olvidamos, la misa en honor de San Roque y la posterior procesión con la imagen del santo por las calles del pueblo.
Tras una primera velada en la que damas y reinas de las fiestas son presentadas al público durante una noche de música, comienzan oficialmente las fiestas patronales que intentan complacer a todos los sectores de la población así como involucrar a algunas de las asociaciones del pueblo como el centro de mayores o la sociedad de estudios rayeros.